# برادفورد (مین)
برادفورد (به انگلیسی: Bradford) یک منطقهٔ مسکونی در ایالات متحده آمریکا است که در شهرستان پنوب‌اسکات، مین واقع شده‌است. برادفورد ۱۰۶٫۶۶ کیلومتر مربع مساحت و ۱٬۱۸۴ نفر جمعیت دارد و ۸۴ متر بالاتر از سطح دریا واقع شده‌است.